# 권력 공백
권력 공백(power vacuum)이라는 용어는 정치 과학 및 정치사에서 "권력 있는 위치에 있는 누군가가 무언가에 대한 통제력을 상실하고 그를 대체할 사람이 아무도 없을 때"의 물리적 공백과 정치적 조건 사이의 비유이다. 권력 공허(power void)라고도 한다. 이러한 상황은 정부에 식별 가능한 중앙 권력이나 권한이 없을 때 발생할 수 있다. 물리적 비유는 권력 공백 상태에서 무장 민병대나 반란군, 군사 쿠데타, 군벌 또는 독재자의 형태로 다른 세력이 공백을 메우기 위해 "돌진"하는 경향이 있음을 시사한다. 이 용어는 범죄 가족이 경쟁에 취약해질 때 조직 범죄에서도 자주 사용된다.
세습적 또는 법적 승계 순서 또는 효과적인 승계 계획은 권력 승계 문제를 질서 있게 해결하는 방법이다. 실패한 독재정권이나 내전과 같이 그러한 방법을 사용할 수 없을 때 권력 공백이 발생하고 이는 정치적 경쟁, 폭력 또는 (보통) 둘 다를 수반하는 권력 투쟁을 촉발한다. 권력 공백은 정부의 상당 부분이 사임하거나 해임되어 승계가 불분명해지는 헌법 위기 이후에도 발생할 수 있다.

## 같이 보기
- 무정부 상태
- 파탄국가
- 공위시대
- 임시정부